# Max-Weber-Platz (métro de Munich)
Max-Weber-Platz (en allemand : U-Bahnhof Max-Weber-Platz) est une station de la section commune aux lignes U4 et U5 du métro de Munich. Elle est située Max-Weber-Platz dans le quartier de Haidhausen, secteur Au-Haidhausen à Munich en Allemagne. Elle dessert notamment : le Landtag de Bavière, l'hôpital Rechts der Isar et la Nouvelle église Saint-Jean-Baptiste de Munich.

## Situation sur le réseau

Plan du métro (2020).

Établie en souterrain, Max-Weber-Platz est une station de bifurcation du tronc commun à la ligne U4 et la ligne U5 du métro de Munich. Elle est située entre la station, du tronc commun, Lehel, en direction des terminus ouest : Westendstraße de la ligne U4 et Laimer Platz de la ligne U5, et : sur la ligne U4, la station Prinzregentenplatz en direction du terminus Arabellapark ; sur la ligne U5, la station Ostbahnhof, en direction du terminus Neuperlach Süd.
Du fait de sa fonction de station de jonction/bifurcation, la station dispose de trois trois voies : à la sortie de la ville, les lignes 4 et 5 s'arrêtent à la voie 2, qui est équipée d'un quai latéral ; l'embranchement s'effectue derrière la station. En direction de la ville, les lignes entrent dans la station par leurs propres voies, elles ont un quai central commun. Les lignes 4 et 5 traversent l'Isar entre la station Max-Weber-Platz et sa voisine du centre-ville Lehel.

## Histoire
La station Max-Weber-Platz est mise en service le 27 octobre 1988. En plus du bandeau de ligne, qui est de couleur jaune comme dans toutes les stations des lignes 4 et 5, la station est principalement conçue en bleu clair. Sur les murs, il y a des photos artistiques et des coupures de journaux qui reflètent l'histoire de Haidhausen. À l'entresol ouest de la station de métro se trouve une voiture de tramway à cheval reconstituée.

## Services aux voyageurs

### Accès et accueil
Les deux quais sont accessibles via une mezzanine sous Max-Weber-Platz et une autre plus à l'est sous l'Einsteinstraße.

Installations
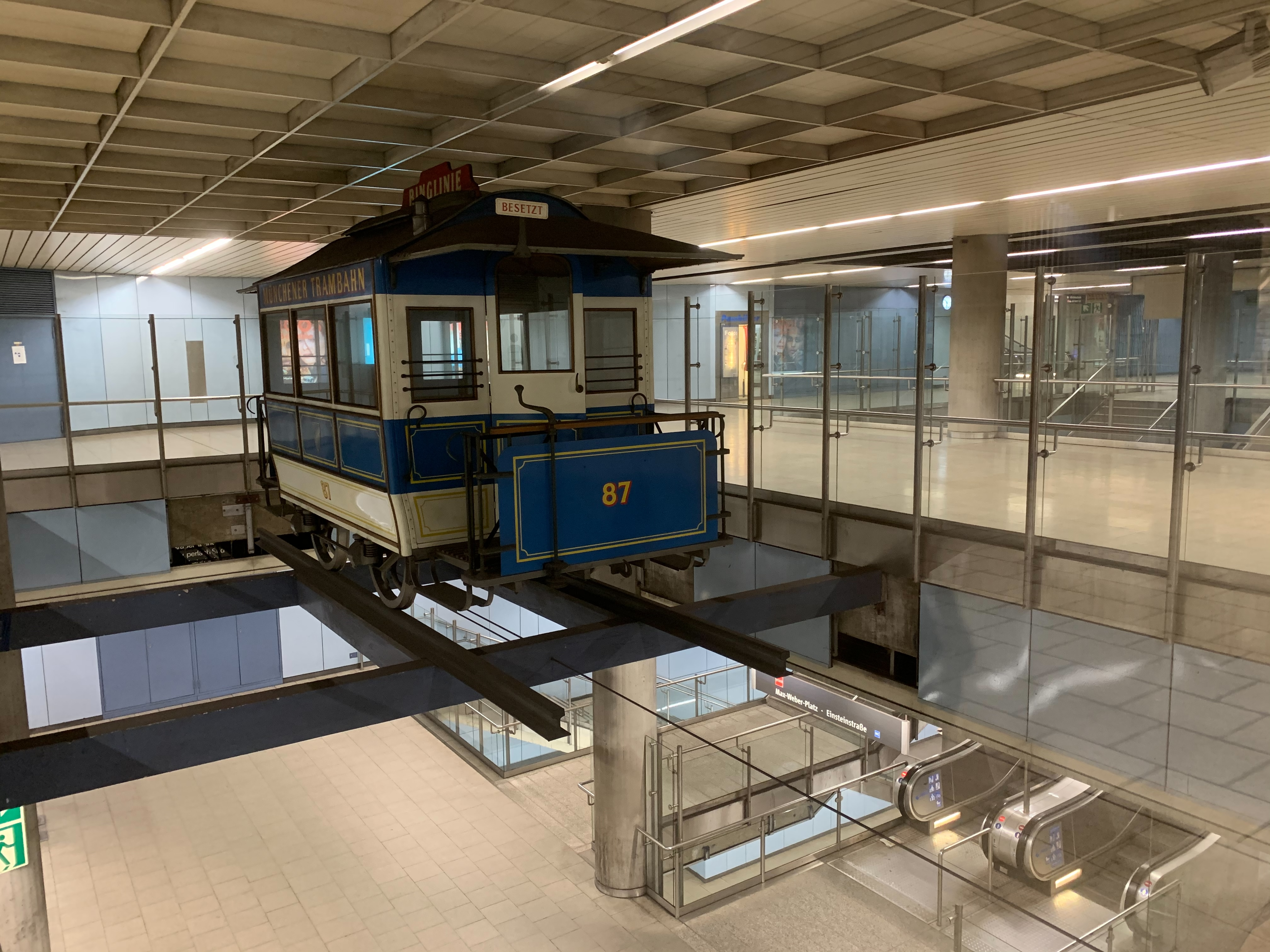
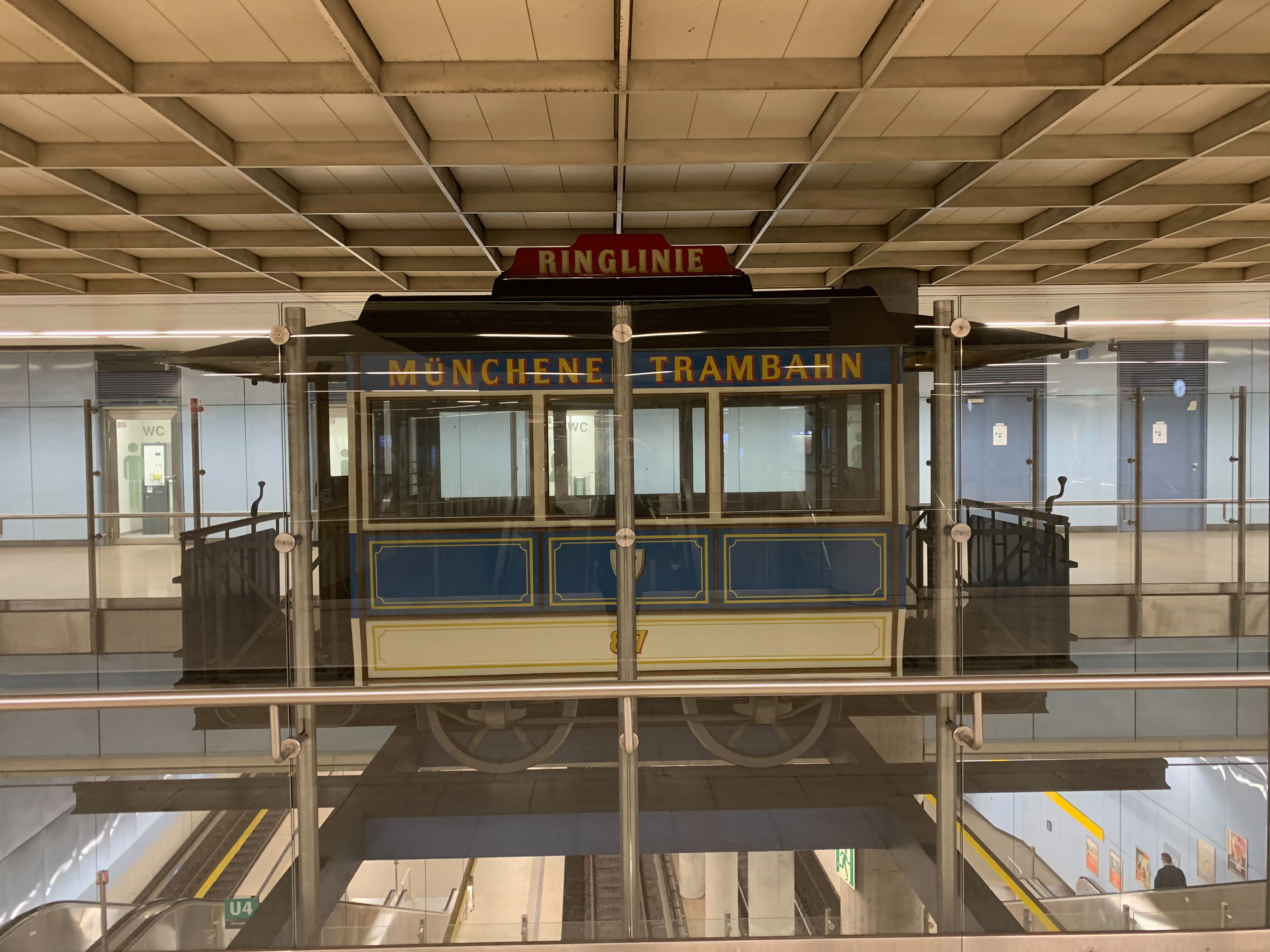
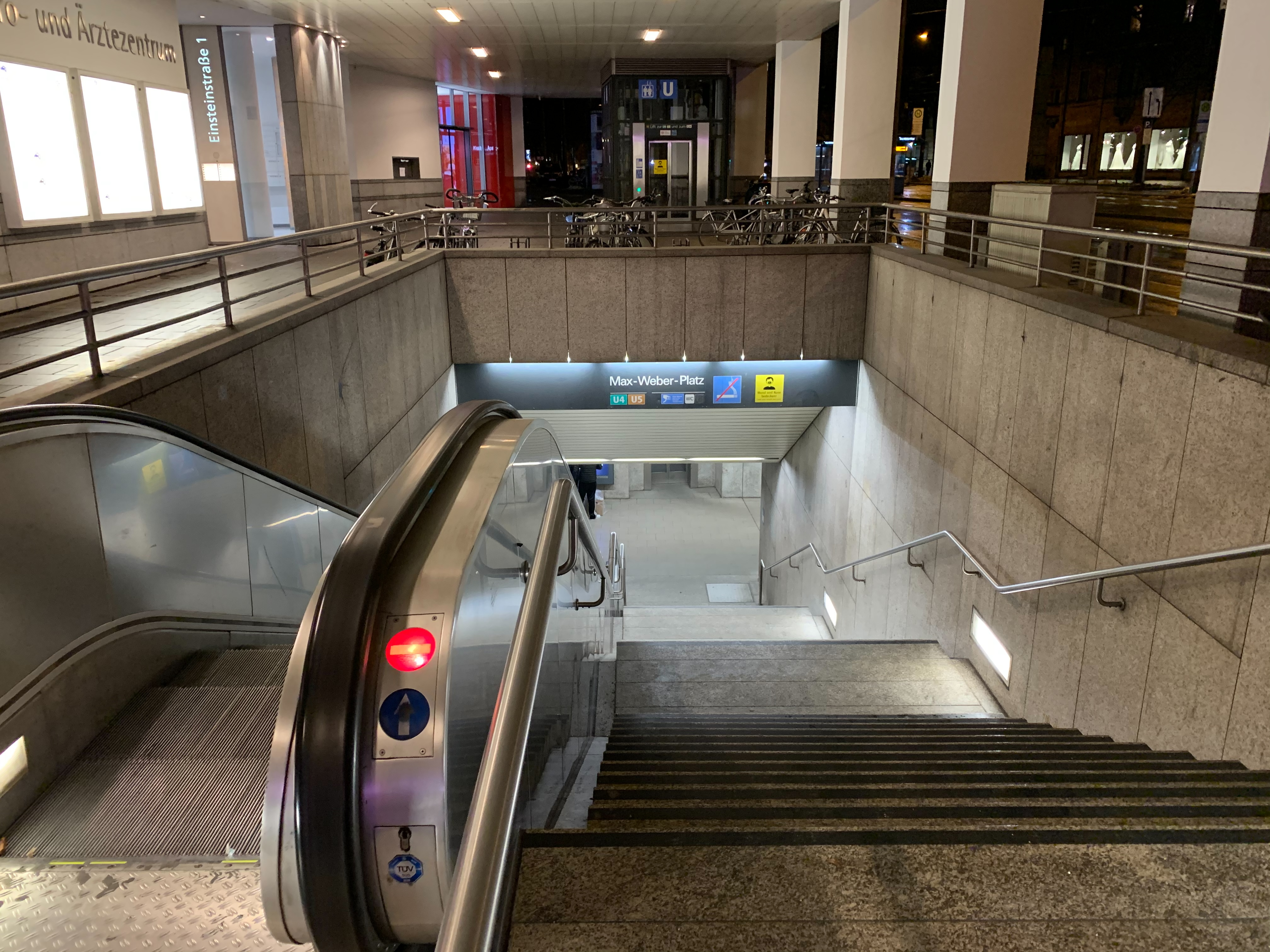

### Desserte
Max-Weber-Platz est desservie par les rames de la ligne U4 et les rames de la ligne U5.

Installations et desserte
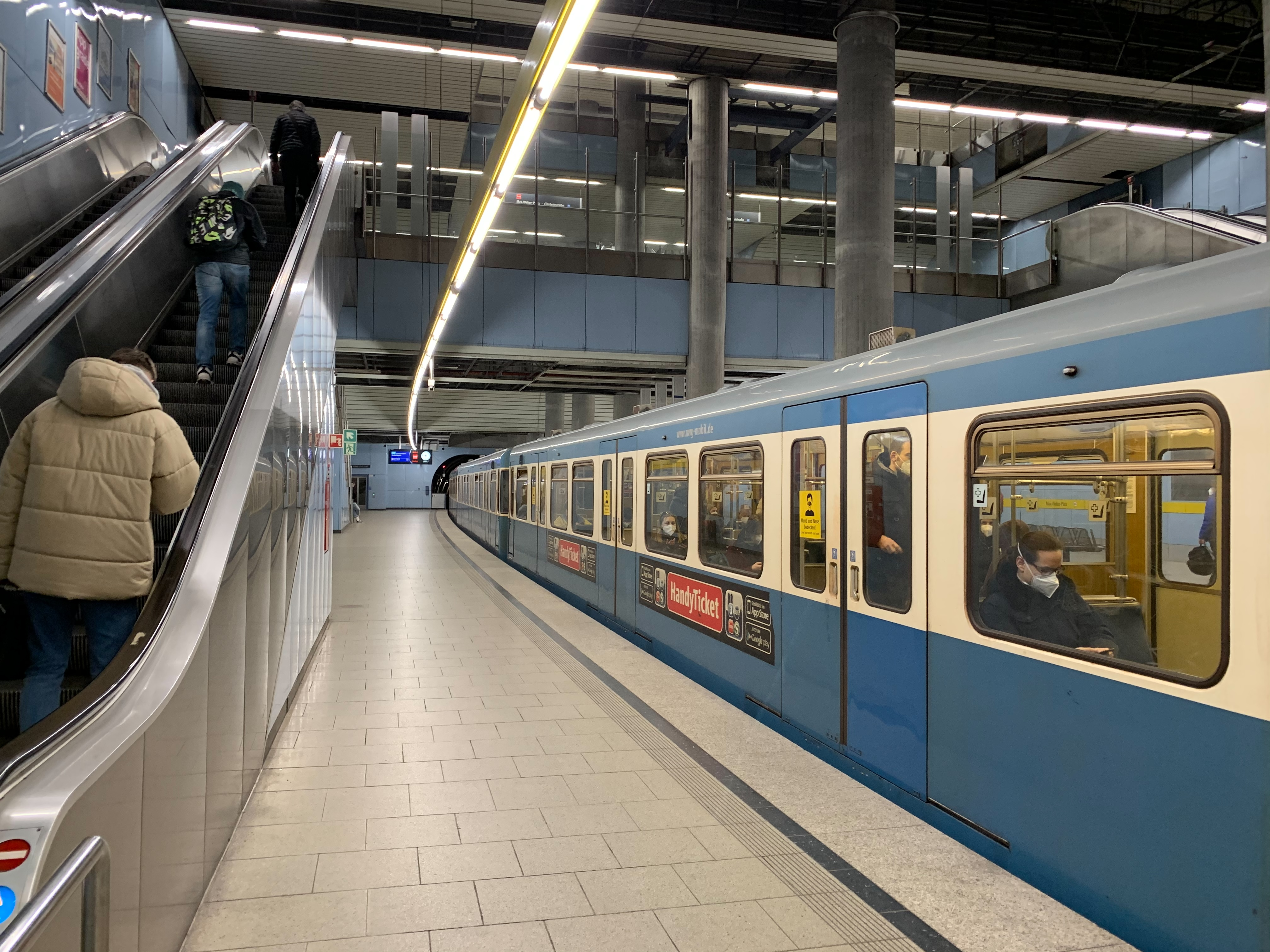
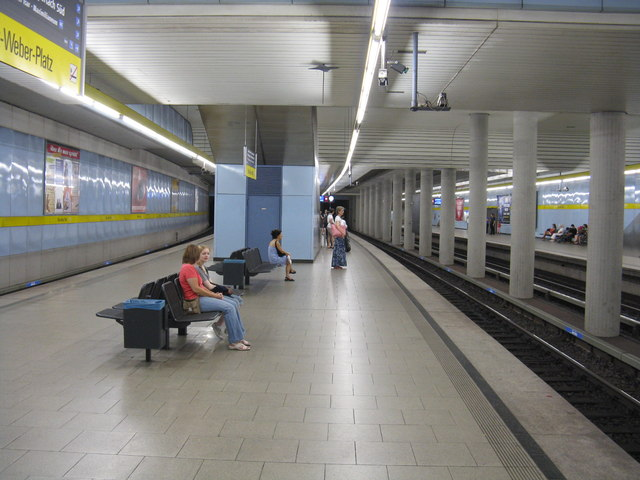
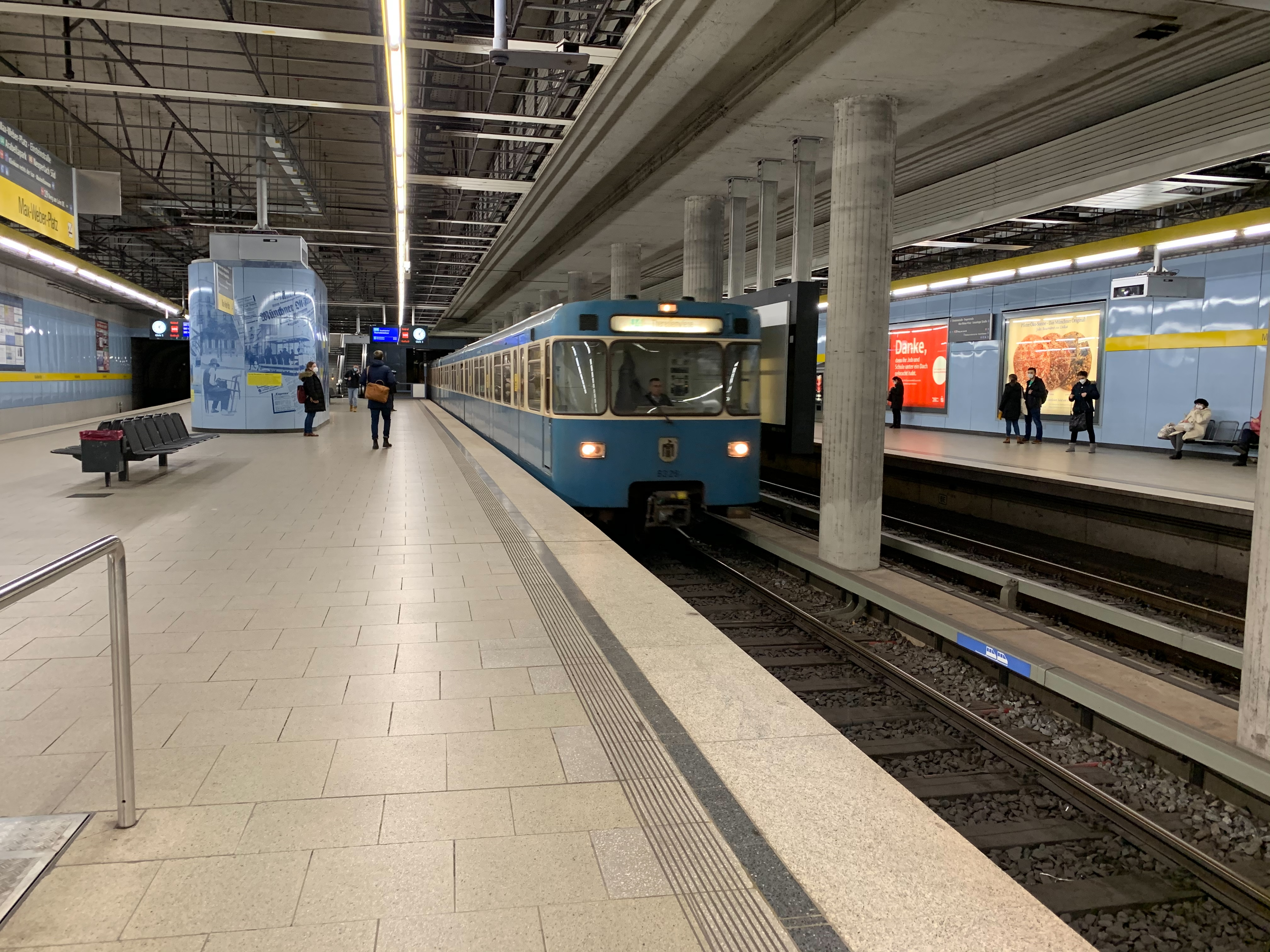

### Intermodalité
En surface, il y a une jonction importante pour le réseau de tramway de Munich, cinq lignes vont à Max-Weber-Platz : la ligne 21 en direction de St.-Veit-Straße à l'arrêt Johannisplatz, où se terminent également les lignes 15 et 25. De plus, Max-Weber-Platz est le dernier arrêt des lignes de bus 155 et 9410.

## À proximité
- Landtag de Bavière
- Hôpital Rechts der Isar
- Nouvelle église Saint-Jean-Baptiste de Munich.